# Họ Cá ngần
Họ Cá ngần hay họ Cá ngân (danh pháp khoa học: Salangidae) là một họ cá trong bộ Osmeriformes, có quan hệ họ hàng gần với cá ốt me. Chúng được tìm thấy chủ yếu trong các môi trường nước ngọt và nước lợ tại Đông Á (Trung Quốc, Nhật Bản, Triều Tiên, Xibia) và Việt Nam, mặc dù một vài loài có phần lớn cuộc đời sinh sống trong các vùng nước lợ hay mặn duyên hải, chỉ ngược dòng vào môi trường nước ngọt để đẻ, như Salangichthys microdon.
Các loài cá này có cơ thể trong suốt hay trắng muốt, chỉ có 1 hàng vẩy trước vây hậu môn. Đầu của chúng nhọn và có nhiều răng. Cá trưởng thành được coi là duy trì tình trạng ấu nhi (neoteny), giữ lại một số đặc trưng của cá non. Chẳng hạn, bộ xương của chúng không bị xương hóa hoàn toàn, với 48-79 đốt sống, chủ yếu vẫn là chất sụn. Chúng là cá nhỏ, thường chỉ dài tới 8 cm (3,1 inch), với loài dài nhất có chiều dài tới 22 cm (8,7 inch).
Tại Đông Á, cá ngần được sử dụng làm thực phẩm ở dạng cá khô hay chả cá.

## Phân loại
Hiện tại người ta ghi nhận 20 loài trong 7 chi. Cụ thể như sau:
- Hemisalanx
  - Hemisalanx brachyrostralis (Fang, 1934): Cá ngân mép ngắn, Trung Quốc.
- Leucosoma
  - Leucosoma reevesii Gray, 1831: Cá ngân Lý thị. Trung Quốc
- Neosalangichthys
  - Neosalangichthys ishikawae (Wakiya & Takahashi, 1913) : Cá ngân Thạch Xuyên. Nhật Bản.
- Neosalanx
  - Neosalanx anderssoni (Rendahl, 1923): Cá tân ngân An thị. Các con sông ở Trung Quốc và bán đảo Triều Tiên đổ vào Hoàng Hải.
  - Neosalanx argentea (Lin, 1932): Cá tân ngân trắng. Trung Quốc.
  - Neosalanx brevirostris (Pellegrin, 1923): Cá tân ngân mép ngắn. Từ vùng duyên hải Hoàng Hải thuộc bán đảo Triều Tiên tới Bắc Bộ, Việt Nam.
  - Neosalanx hubbsi Wakiya & Takahashi, 1937: Triều Tiên.
  - Neosalanx jordani Wakiya & Takahashi, 1937: Cá tân ngân Kiều thị. Các con sông dọc theo duyên hải đại lục châu Á, từ Hoàng Hải thuộc bán đảo Triều Tiên tới Hồng Kông.
  - Neosalanx oligodontis Chen, 1956: Cá tân ngân ít răng. Trung Quốc.
  - Neosalanx pseudotaihuensis Zhang, 1987: Cá tân ngân ven Thái Hồ. Đông và trung Trung Quốc. Du nhập vào nhiều nơi.
  - Neosalanx reganius Wakiya & Takahashi, 1937: Cá tân ngân Lôi thị. Biển Ariake, đảo Kyushu (Cửu Châu), Nhật Bản
  - Neosalanx taihuensis Chen, 1956: Cá tân ngân Thái Hồ. Đặc hữu lưu vực sông Dương Tử (từ trung lưu trở xuống, gồm cả chi lưu và hồ cận kề), Trung Quốc.
  - Neosalanx tangkahkeii (Wu, 1931): Cá tân ngân Trần thị. Trung Quốc.
- Protosalanx
  - Protosalanx chinensis (Basilewsky, 1855): Cá ngân lớn Trung Quốc. Triều Tiên, Trung Quốc, Việt Nam.
  - Protosalanx hyalocranius (Abbott, 1901) : Cá ngân lớn. Triều Tiên, Trung Quốc, Việt Nam.
- Salangichthys
  - Salangichthys microdon (Bleeker, 1860): Cá ngân Nhật Bản răng nhỏ. Nhật Bản, Triều Tiên, Nga (đông Xibia).
- Salanx
  - Salanx ariakensis Kishinouye, 1902: Cá ngân đầu nhọn, cá ngân biển Ariake (biển Hữu Minh). Biển Ariake, duyên hải bán đảo Triều Tiên, Hoàng Hải và phần phía nam biển Nhật Bản. Dùng như một loại thuốc trong y học Trung Hoa.
  - Salanx chinensis (Osbeck, 1765): Cá ngần Trung Hoa, cá ngân Trung Hoa. Duyên hải Trung Quốc, Việt Nam.
  - Salanx cuvieri Valenciennes, 1850: Cá ngần, cá ngân Cư thị. Trung Quốc, Hồng Kông, Việt Nam.
  - Salanx prognathus (Regan, 1908): Cá ngân trước mõm. Tây bắc Thái Bình Dương.